# Сфинкс (Румъния)
Сфинксът на Бучеджи е скално образувание, намиращо се на надморска височина от 2216 м.
Сфинксът е наречен така, тъй като отпред прилича на човешка глава (по подобие на египетския Сфинкс). Създаден е от ерозията, причинена от вятъра, за много дълго време. До образуванието е позволен достъпът на туристи. Сфинксът се класифицира като уникална скална фигура.